# Herrarnas höga hopp i simhopp vid olympiska sommarspelen 1972
Herrarnas höga hopp i de olympiska simhoppstävlingarna vid de olympiska sommarspelen 1972 hölls den 3-4 september i Olympia Schwimmhalle.

## Medaljörer
| Event              | Guld                  | Silver            | Brons                    |
| 10 meter höga hopp | Klaus Dibiasi Italien | Richard Rydze USA | Giorgio Cagnotto Italien |

## Resultat
| Placering | Hoppare                    | Kval   | Kval      | Final            | Final            | Final            |
| Placering | Hoppare                    | Poäng  | Placering | Poäng            | Placering        | Totalt           |
| --------- | -------------------------- | ------ | --------- | ---------------- | ---------------- | ---------------- |
| 1         | Klaus Dibiasi (ITA)        | 338,25 | 1         | 165,87           | 4                | 504,12           |
| 2         | Richard Rydze (USA)        | 302,16 | 5         | 178,59           | 1                | 480,75           |
| 3         | Franco Cagnotto (ITA)      | 312,93 | 3         | 162,90           | 5                | 475,83           |
| 4         | Lothar Matthes (GDR)       | 298,41 | 6         | 167,34           | 3                | 465,75           |
| 5         | David Ambartsumjan (URS)   | 314,31 | 2         | 149,25           | 8                | 463,56           |
| 6         | Richard Earley (USA)       | 287,94 | 12        | 174,51           | 2                | 462,45           |
| 7         | Vladimir Kapjrulin (URS)   | 296,40 | 7         | 162,81           | 6                | 459,21           |
| 8         | Carlos Girón (MEX)         | 290,37 | 10        | 152,04           | 7                | 442,41           |
| 9         | Michael Finneran (USA)     | 289,80 | 11        | 140,67           | 11               | 439,47           |
| 10        | Falk Hoffmann (GDR)        | 291,54 | 8         | 145,17           | 10               | 436,71           |
| 11        | Donald Wagstaff (AUS)      | 290,64 | 9         | 145,20           | 9                | 435,84           |
| 12        | Aleksandr Gendrikson (URS) | 305,94 | 4         | 125,10           | 12               | 431,04           |
| 13        | Jacques de Schoover (FRA)  | 287,04 | 13        | Gick inte vidare | Gick inte vidare | Gick inte vidare |
| 14        | José Robinson (MEX)        | 284,58 | 14        | Gick inte vidare | Gick inte vidare | Gick inte vidare |
| 15        | Porfirio Becerril (MEX)    | 282,57 | 15        | Gick inte vidare | Gick inte vidare | Gick inte vidare |
| 16        | Karl-Heinz Schwemmer (FRG) | 281,55 | 16        | Gick inte vidare | Gick inte vidare | Gick inte vidare |
| 17        | Jakub Puchow (POL)         | 281,34 | 17        | Gick inte vidare | Gick inte vidare | Gick inte vidare |
| 18        | Niki Stajković (AUT)       | 280,29 | 18        | Gick inte vidare | Gick inte vidare | Gick inte vidare |
| 19        | Junji Yuasa (JPN)          | 276,00 | 19        | Gick inte vidare | Gick inte vidare | Gick inte vidare |
| 20        | Ron Friesen (CAN)          | 272,94 | 20        | Gick inte vidare | Gick inte vidare | Gick inte vidare |
| 21        | Frank Dufficy (GBR)        | 271,77 | 21        | Gick inte vidare | Gick inte vidare | Gick inte vidare |
| 22        | Andrew Gill (GBR)          | 268,68 | 22        | Gick inte vidare | Gick inte vidare | Gick inte vidare |
| 23        | Wolfram Ristau (GDR)       | 268,59 | 23        | Gick inte vidare | Gick inte vidare | Gick inte vidare |
| 24        | Bernd Wucherpfennig (FRG)  | 267,87 | 24        | Gick inte vidare | Gick inte vidare | Gick inte vidare |
| 25        | Ion Ganea (ROU)            | 265,83 | 25        | Gick inte vidare | Gick inte vidare | Gick inte vidare |
| 26        | Diego Heñao (COL)          | 264,27 | 26        | Gick inte vidare | Gick inte vidare | Gick inte vidare |
| 27        | Scott Cranham (CAN)        | 263,52 | 27        | Gick inte vidare | Gick inte vidare | Gick inte vidare |
| 28        | Brian Wetheridge (GBR)     | 262,59 | 28        | Gick inte vidare | Gick inte vidare | Gick inte vidare |
| 29        | Kenneth Sully (CAN)        | 262,26 | 29        | Gick inte vidare | Gick inte vidare | Gick inte vidare |
| 30        | Klaus Konzorr (FRG)        | 260,01 | 30        | Gick inte vidare | Gick inte vidare | Gick inte vidare |
| 31        | Héctor Bas (PUR)           | 254,79 | 31        | Gick inte vidare | Gick inte vidare | Gick inte vidare |
| 32        | Kenneth Grove (AUS)        | 254,73 | 32        | Gick inte vidare | Gick inte vidare | Gick inte vidare |
| 33        | Rudolf Kruspel (AUT)       | 248,07 | 33        | Gick inte vidare | Gick inte vidare | Gick inte vidare |
| 34        | Jorge Head (ESP)           | 243,27 | 34        | Gick inte vidare | Gick inte vidare | Gick inte vidare |
| 35        | Sandro Rossi (SUI)         | 225,87 | 35        | Gick inte vidare | Gick inte vidare | Gick inte vidare |